# Ô tác châu Âu nhỏ

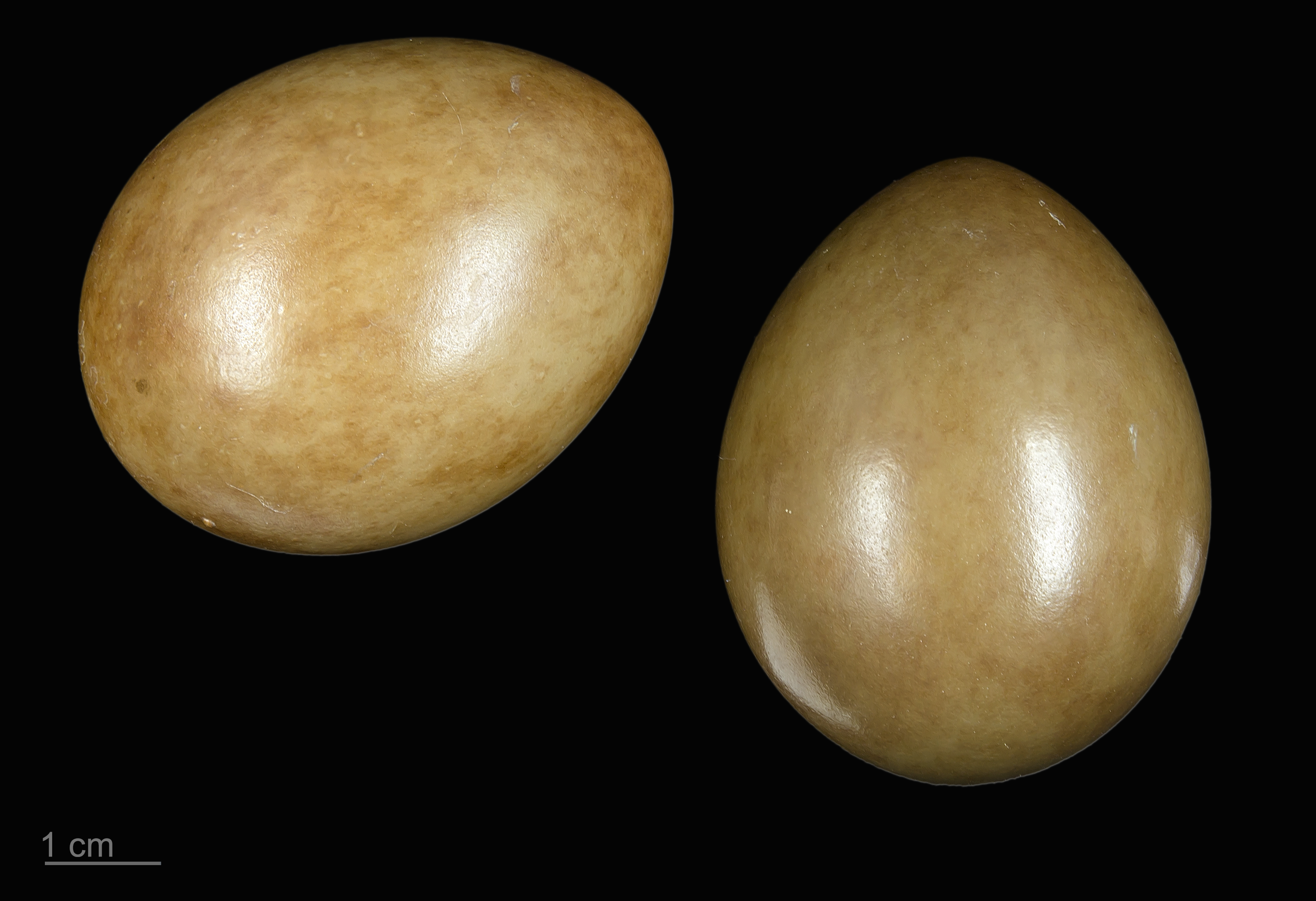
Tetrax tetrax

Ô tác châu Âu nhỏ (danh pháp khoa học: Tetrax tetrax) là một loài chim trong họ Ô tác. Ô tác châu Âu nhỏ sinh sản ở Nam Âu và tây và trung Á. Nhóm ở cực Nam Âu định cư nhưng những quần thể khác thì di cư về phía nam trong mùa đông. Ô tác châu Âu nhỏ dài 42–45 cm, sải cánh dài 90–110 cm, cân nặng 830 g.